# Movistar Team w sezonie 2022
Movistar Team w sezonie 2022 – podsumowanie występów zawodowej grupy kolarskiej Movistar Team w sezonie 2022, w którym należała ona do dywizji UCI WorldTeams.

## Transfery
Opracowano na podstawie:
| Przybyli        | Przybyli                | Odeszli            | Odeszli                         |
| Kolarz          | Poprzednia grupa (2021) | Kolarz             | Nowa grupa (2022)               |
| --------------- | ----------------------- | ------------------ | ------------------------------- |
| Gorka Izagirre  | Astana-Premier Tech     | Miguel Ángel López | Astana Qazaqstan Team           |
| Alex Aranburu   | Astana-Premier Tech     | Dario Cataldo      | Trek-Segafredo                  |
| Iván Sosa       | Ineos Grenadiers        | Marc Soler         | UAE Team Emirates               |
| Óscar Rodríguez | Astana-Premier Tech     | Davide Villella    | Cofidis                         |
| Max Kanter      | Team DSM                | Héctor Carretero   | Equipo Kern Pharma              |
| William Barta   | EF Education-Nippo      | Gabriel Cullaigh   | Saint Piran                     |
| Oier Lazkano    | Caja Rural-Seguros RGA  | Juan Diego Alba    | Drone Hopper-Androni Giocattoli |
| Vinicius Rangel | –                       | Sebastián Mora     | Manuela Fundación Continental   |

## Skład
Opracowano na podstawie:
| Skład drużyny 2022                       | Skład drużyny 2022   | Skład drużyny 2022 | Skład drużyny 2022                       |
| Imię i nazwisko                          | Data urodzenia       | Państwo            | Poprzednia grupa                         |
| ---------------------------------------- | -------------------- | ------------------ | ---------------------------------------- |
| Alex Aranburu                            | 19 września 1995     | Hiszpania          | Astana-Premier Tech (2021)               |
| Jorge Arcas                              | 8 lipca 1992         | Hiszpania          | Lizarte (2015)                           |
| William Barta                            | 4 stycznia 1996      | Stany Zjednoczone  | EF Education-Nippo (2021)                |
| Iñigo Elosegui                           | 6 marca 1998         | Hiszpania          | Lizarte (2019)                           |
| Imanol Erviti                            | 15 listopada 1983    | Hiszpania          |                                          |
| Iván García Cortina                      | 20 listopada 1995    | Hiszpania          | Bahrain McLaren (2020)                   |
| Abner González                           | 9 października 2000  | Portoryko          | Inteja-Imca-Ridea DCT (2019)             |
| Juri Hollmann                            | 30 sierpnia 1999     | Niemcy             | Heizomat rad-net.de (2019)               |
| Gorka Izagirre                           | 7 października 1987  | Hiszpania          | Astana-Premier Tech (2021)               |
| Johan Jacobs                             | 1 marca 1997         | Szwajcaria         | Lotto-Soudal U23 (2019)                  |
| Matteo Jorgenson                         | 1 lipca 1999         | Stany Zjednoczone  | Chambéry CF (2019)                       |
| Max Kanter                               | 22 października 1997 | Niemcy             | Team DSM (2021)                          |
| Oier Lazkano                             | 7 listopada 1999     | Hiszpania          | Caja Rural-Seguros RGA (2021)            |
| Enric Mas                                | 7 stycznia 1995      | Hiszpania          | Deceuninck-Quick Step (2019)             |
| Lluís Mas                                | 15 października 1989 | Hiszpania          | Caja Rural-Seguros RGA (2018)            |
| Gregor Mühlberger                        | 4 kwietnia 1994      | Austria            | Bora-Hansgrohe (2020)                    |
| Mathias Norsgaard                        | 5 maja 1997          | Dania              | Riwal Readynez (2019)                    |
| Nelson Oliveira                          | 6 marca 1989         | Portugalia         | Lampre-Merida (2015)                     |
| Antonio Pedrero                          | 23 października 1991 | Hiszpania          | Inteja-MMR Dominican cycling team (2015) |
| Vinicius Rangel                          | 26 maja 2001         | Brazylia           | Telco.m-On Clima-Osés (2021)             |
| Óscar Rodríguez                          | 6 maja 1995          | Hiszpania          | Astana-Premier Tech (2021)               |
| José Joaquín Rojas                       | 8 czerwca 1985       | Hiszpania          | Astana (2006)                            |
| Einer Rubio                              | 22 lutego 1998       | Kolumbia           | Aran Vejus (2019)                        |
| Sergio Samitier                          | 31 sierpnia 1995     | Hiszpania          | Euskadi Basque Country-Murias (2019)     |
| Gonzalo Serrano                          | 17 sierpnia 1994     | Hiszpania          | Caja Rural-Seguros RGA (2020)            |
| Iván Sosa                                | 31 października 1997 | Kolumbia           | Ineos Grenadiers (2021)                  |
| Albert Torres                            | 26 kwietnia 1990     | Hiszpania          | Inteja-Dominican cycling team (2018)     |
| Alejandro Valverde                       | 25 kwietnia 1980     | Hiszpania          | Comunidad Valenciana-Kelme (2004)        |
| Carlos Verona                            | 4 listopada 1992     | Hiszpania          | Mitchelton-Scott (2018)                  |
|                                          |                      |                    |                                          |
| Źródła: ProCyclingStats Cycling Archives |                      |                    |                                          |

## Zwycięstwa
Opracowano na podstawie:
| Zwycięstwa     | Zwycięstwa                                     | Zwycięstwa | Zwycięstwa | Zwycięstwa         | Zwycięstwa |
| Data           | Wyścig                                         | Państwo    | Kategoria  | Zwycięzca          |            |
| -------------- | ---------------------------------------------- | ---------- | ---------- | ------------------ | ---------- |
| 29 sty         | Trofeo Pollença                                | Hiszpania  | 1.1        | Alejandro Valverde |            |
| 26 lut         | wyścig kolarski, 3. etap                       | Hiszpania  | 2.1        | Alejandro Valverde |            |
| 27 lutego 2022 | wyścig kolarski, klasyfikacja generalna        | Hiszpania  | 2.1        | Alejandro Valverde |            |
| 30 kwi         | Vuelta a Asturias, 2. etap                     | Hiszpania  | 2.1        | Iván Sosa          |            |
| 1 maja 2022    | Vuelta a Asturias, klasyfikacja generalna      | Hiszpania  | 2.1        | Iván Sosa          |            |
| 11 cze         | Critérium du Dauphiné, 7. etap                 | Francja    | 2.UWT      | Carlos Verona      |            |
| 23 cze         | Mistrzostwa Danii – jazda indywidualna na czas | Dania      | CN         | Mathias Norsgaard  |            |
| 24 lip         | Tour de Wallonie, 2. etap                      | Belgia     | 2.Pro      | Oier Lazkano       |            |
| 1 paź          | Giro dell’Emilia                               | Włochy     | 1.Pro      | Enric Mas          |            |

## Ranking UCI
| Ranking UCI | Ranking UCI         | Ranking UCI       | Ranking UCI |
| Kolarz      | Kolarz              | Państwo           | Punkty      |
| ----------- | ------------------- | ----------------- | ----------- |
| 10.         | Alejandro Valverde  | Hiszpania         | 1996 pkt    |
| 19.         | Enric Mas           | Hiszpania         | 1772 pkt    |
| 58.         | Iván García Cortina | Hiszpania         | 944 pkt     |
| 83.         | Alex Aranburu       | Hiszpania         | 735 pkt     |
| 119.        | Iván Sosa           | Kolumbia          | 572 pkt     |
| 127.        | Max Kanter          | Niemcy            | 539 pkt     |
| 184.        | Carlos Verona       | Hiszpania         | 413 pkt     |
| 187.        | Gonzalo Serrano     | Hiszpania         | 399 pkt     |
| 210.        | Antonio Pedrero     | Hiszpania         | 352 pkt     |
| 267.        | Einer Rubio         | Kolumbia          | 284 pkt     |
| 274.        | Matteo Jorgenson    | Stany Zjednoczone | 274 pkt     |
| 352.        | Óscar Rodríguez     | Hiszpania         | 198 pkt     |
| 421.        | Nelson Oliveira     | Portugalia        | 158 pkt     |
| 572.        | Abner González      | Portoryko         | 106 pkt     |
| 618.        | Gorka Izagirre      | Hiszpania         | 95 pkt      |
| 660.        | Oier Lazkano        | Hiszpania         | 86.67 pkt   |
| 675.        | Mathias Norsgaard   | Dania             | 84 pkt      |
| 819.        | Vinicius Rangel     | Brazylia          | 65 pkt      |
| 838.        | Gregor Mühlberger   | Austria           | 64 pkt      |
| 1101.       | Juri Hollmann       | Niemcy            | 44 pkt      |
| 1195.       | Johan Jacobs        | Szwajcaria        | 37 pkt      |
| 1244.       | José Joaquín Rojas  | Hiszpania         | 34 pkt      |
| 1254.       | Jorge Arcas         | Hiszpania         | 33 pkt      |
| 1717.       | William Barta       | Stany Zjednoczone | 17 pkt      |
| 1732.       | Lluís Mas           | Hiszpania         | 16 pkt      |
| 1970.       | Imanol Erviti       | Hiszpania         | 10 pkt      |
| 2117.       | Sergio Samitier     | Hiszpania         | 9 pkt       |